# Souvenirs (Pussycat)
Souvenirs is een elpee van Pussycat uit 1977. Deze tweede elpee van de groep belandde op nummer 6 van de Album Top 100. De elpee werd geproduceerd door Eddy Hilberts. De arrangementen kwamen van Hilberts, Paul Natte en Wim Jongbloed. Elf van de twaalf nummers werden geschreven door Werner Theunissen. Drie nummers van het album werden uitgebracht op de A-kant van een single.

## Hitnoteringen
| Land          | pieknotering | aantal weken |
| ------------- | ------------ | ------------ |
| Nederland     | 6            | 8            |
| Nieuw-Zeeland | 1            | 21           |
| Noorwegen     | 9            | 13           |
| Duitsland     | 28           | 4            |

## Nummers
| Nummer | Naam                                       | Geschreven door   | Duur |
| ------ | ------------------------------------------ | ----------------- | ---- |
| A1     | My broken souvenirs                        | Werner Theunissen | 3:52 |
| A2     | Don't play casanova                        | Werner Theunissen | 2:26 |
| A3     | Get it higher                              | Werner Theunissen | 3:34 |
| A4     | The easy way                               | Werner Theunissen | 3:19 |
| A5     | You don't know (what it's like to be near) | Werner Theunissen | 2:11 |
| A6     | Smile                                      | Werner Theunissen | 3:30 |
| A7     | Dear John                                  | Werner Theunissen | 3:10 |
| B1     | I'll be your woman                         | Werner Theunissen | 4:45 |
| B2     | I long to hear your footsteps              | Werner Theunissen | 3:30 |
| B3     | Someday                                    | Werner Theunissen | 5:08 |
| B4     | One for the lady                           | Werner Theunissen | 2:45 |
| B5     | Nothing to hide                            | Eddy Hilberts     | 2:23 |
| B6     | Home                                       | Werner Theunissen | 3:42 |